# Thylacosceles acridomima
Thylacosceles acridomima är en fjärilsart som beskrevs av Edward Meyrick 1889. Thylacosceles acridomima ingår i släktet Thylacosceles och familjen plattmalar. Inga underarter finns listade i Catalogue of Life.